# Astronaut Hall of Fame

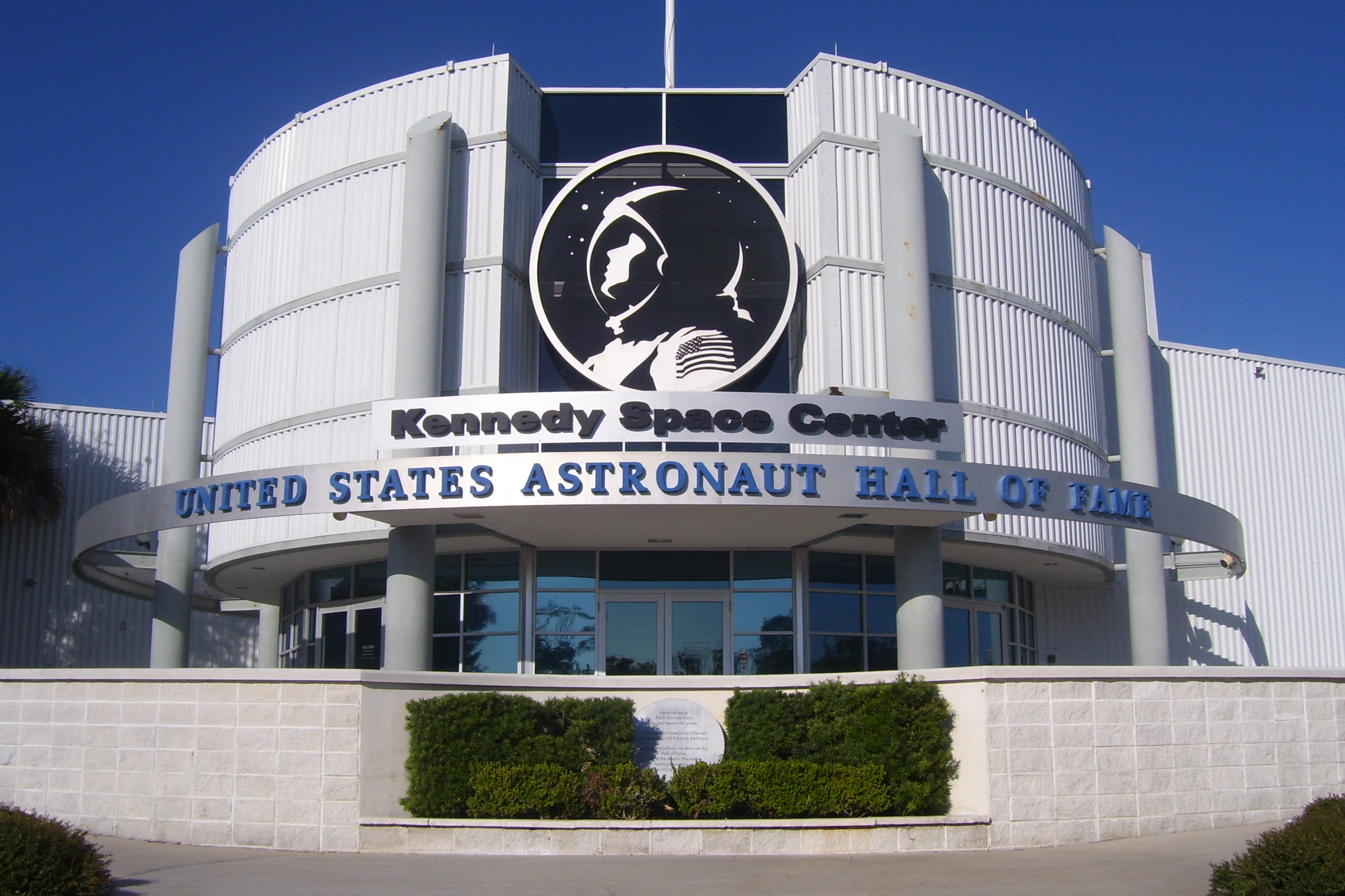
Astronaut Hall of Fame

Die Astronaut Hall of Fame ist eine öffentliche Ehrungsstätte für US-amerikanische Astronauten. Sie befindet sich im Besucherkomplex des Kennedy Space Center in Florida und beherbergt die weltweit größte Sammlung von Erinnerungsstücken der Astronauten.

## Geschichte
In den 1980er Jahren beschlossen die überlebenden sechs Mercury-Seven-Mitglieder eine Gedenkstätte ausschließlich für Astronauten zu errichten. Die Mercury Seven Foundation und die Astronaut Scholarship Foundation übernahmen die Schirmherrschaft über dieses Projekt. Am 29. Oktober 1990 wurde die Hall of Fame eröffnet, musste zwischenzeitlich im Jahre 2002 kurzzeitig wegen Bankrotts schließen, wurde dann aber wieder geöffnet, nachdem die NASA die Trägerschaft übernommen hatte.

## Ausstellungsstücke

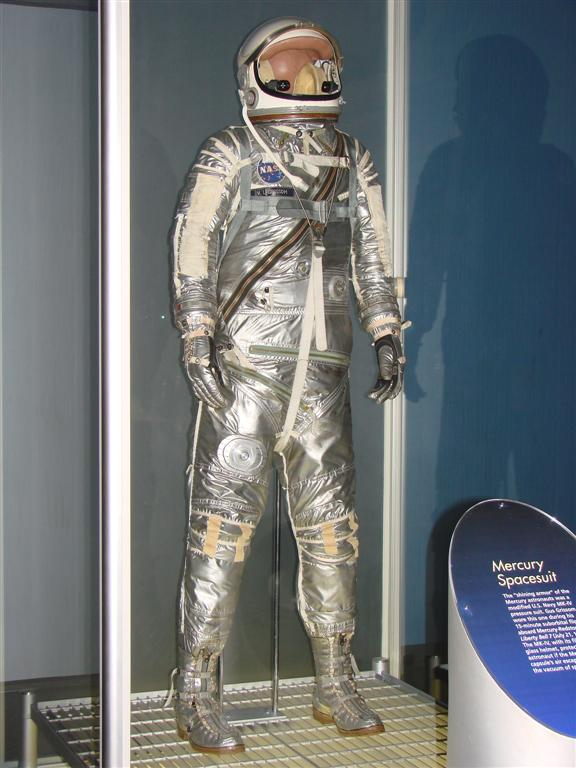
Gus Grissoms Raumanzug

Ausgestellt sind Sigma 7, das Mercury-Raumschiff von Walter Schirra und das Kommandomodul von Apollo 14.
Weiterhin waren der Raumanzug und andere Gegenstände von der Mission Mercury-Redstone 4 von Gus Grissom ausgestellt. Nach dem Bankrott gab es ein gerichtliches Nachspiel um das Eigentum an diesen Ausstellungsstücken, da die Familie von Grissom der NASA nicht erlauben wollte, diese Dinge in ihren Besitz zu nehmen.

## Mitglieder
Mitglieder sind alle sieben Mercury-Astronauten und 37 Astronauten des Gemini- und des Apollo-Projektes. Des Weiteren sind 26 Space-Shuttle-Astronauten derzeit Mitglied der Hall of Fame.

### In alphabetischer Reihenfolge
- Buzz Aldrin
- Joseph Allen
- William Anders
- Neil Armstrong
- Alan Bean
- John E. Blaha
- Guion Bluford
- Karol J. Bobko
- Charles Bolden
- Frank Borman
- Ken Bowersox
- Vance Brand
- Daniel Brandenstein
- Curt Brown
- James Buchli
- Robert D. Cabana
- Scott Carpenter
- Gerald Carr
- Eugene Cernan
- Roger Chaffee
- Kevin P. Chilton
- Michael Coats
- Eileen Collins
- Michael Collins
- Pete Conrad
- Gordon Cooper
- Richard Covey
- Robert Crippen
- Frank Lee Culbertson
- Walter Cunningham
- Franklin Chang-Díaz
- Brian Duffy
- Bonnie Jeanne Dunbar
- Charles Duke
- Donn Eisele
- Joe Engle
- Ron Evans
- Gordon Fullerton
- Owen Garriott
- Edward Gibson
- Robert Gibson
- John Glenn
- Richard Gordon
- Frederick Gregory
- Gus Grissom
- John Grunsfeld
- Fred Haise
- Henry Hartsfield
- Frederick Hauck
- Steven Hawley
- Susan Helms
- Jeffrey Hoffman
- James Irwin
- Janet Lynn Kavandi
- Joseph Kerwin
- Steve Lindsey
- Jack Lousma
- Jim Lovell
- Shannon Lucid
- Ken Mattingly
- Bruce McCandless
- James McDivitt
- Edgar Mitchell
- Story Musgrave
- George Driver Nelson
- Bryan D. O’Connor
- William Pogue
- Charles J. Precourt
- Sally Ride
- Kent Rominger
- Stuart Roosa
- Jerry Ross
- Walter Schirra
- Harrison Schmitt
- Rusty Schweickart
- Francis Scobee
- David Scott
- Margaret Rhea Seddon
- Brewster Shaw
- Alan Shepard
- William McMichael Shepherd
- Loren Shriver
- Deke Slayton
- Tom Stafford
- Kathryn Sullivan
- Jack Swigert
- Norman Thagard
- Kathryn C. Thornton
- Richard Truly
- Paul Weitz
- Jim Wetherbee
- Edward White
- Alfred Worden
- John Young